# Patrimoniu cultural important al Japoniei

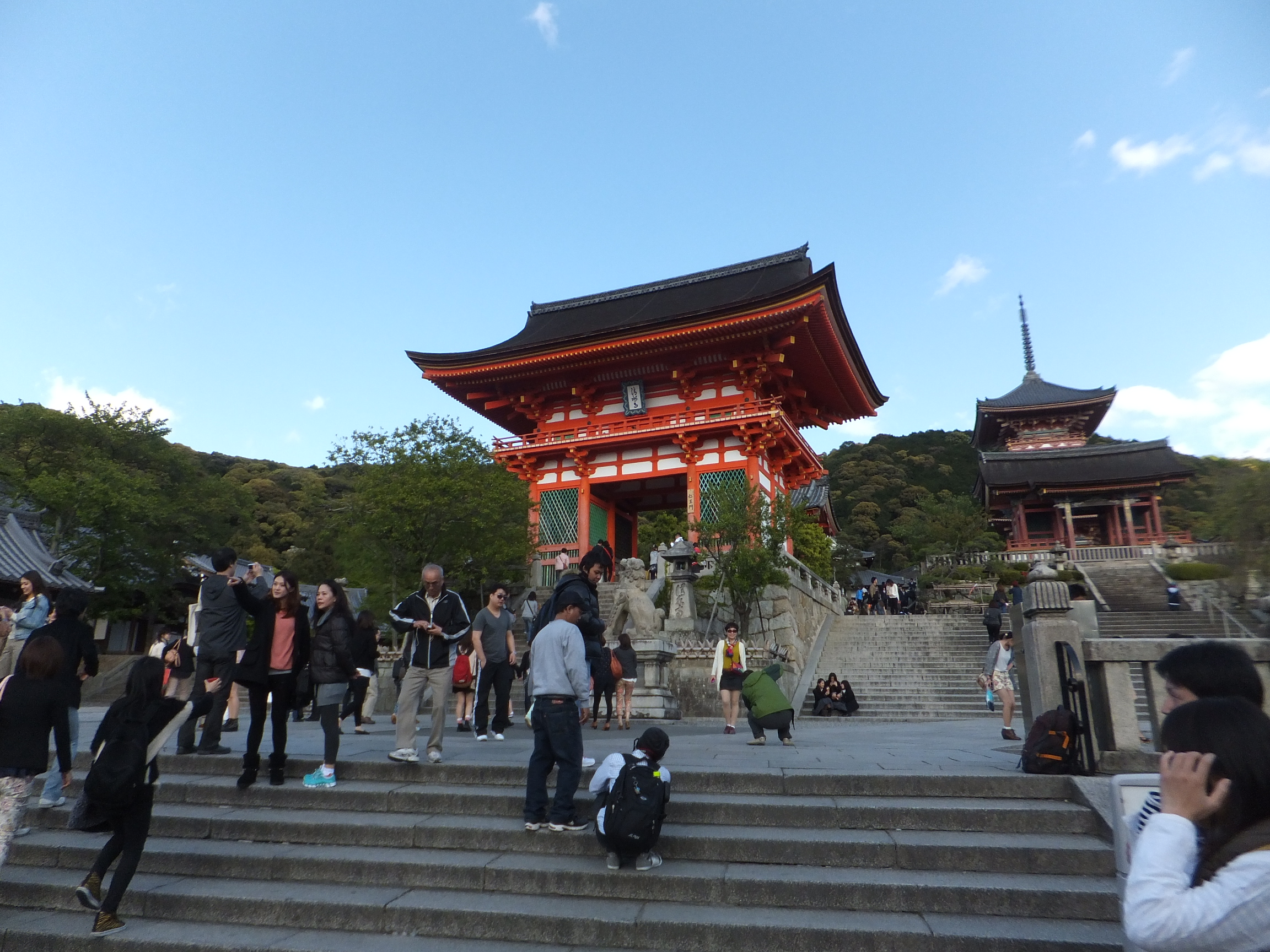
Porțile niōmon ale templului Kiyomizu-dera din Kyoto, un exemplu de patrimoniu cultural important al Japoniei

Patrimoniu cultural important (重要文化財 jūyō bunkazai?) este un statut, care se atribuie anumitor obiecte materiale având o importanță deosebită pentru poporul japonez. Statutul este conferit de către Agenția pentru Afaceri Culturale pe lângă Ministerul Educației, Culturii, Sportului, Științei și Tehnologiei al Japoniei..